# Humphrey Bogart
Pour les articles homonymes, voir Bogart (homonymie) et Bogey (homonymie).
Humphrey Bogart [ˈhʌmfɹi ˈboʊɡɑːɹt] est un acteur américain né le 25 décembre 1899 à New York et mort le 14 janvier 1957 à Los Angeles.
Surnommé « Bogey » ou « Bogie » [boʊɡi] par son public, il demeure encore aujourd’hui l'un des mythes les plus incontestables de l’histoire du cinéma.
En 1952, il remporte l’Oscar du meilleur acteur pour son rôle dans L'Odyssée de l'African Queen. En 1999, il est classé par l’American Film Institute comme étant la plus grande vedette masculine du cinéma hollywoodyen de tous les temps. Le film Casablanca, dans lequel il tient le rôle principal au côté d'Ingrid Bergman, est régulièrement cité parmi les cinq meilleurs films de l'histoire du cinéma.
L'image d'Humphrey Bogart est liée à son allure mystérieuse, sanglé dans son imperméable, le visage plus ou moins marqué sous le feutre mou du détective privé, son rictus de dérision perpétuelle, son geste machinal de tirer le lobe de son oreille et sa perpétuelle cigarette. Son jeu était toujours naturel.
La vie personnelle de Bogart est également scrutée, notamment sa liaison et son mariage avec la tout aussi célèbre l'actrice Lauren Bacall, avec laquelle il a tourné plusieurs films notamment Le Port de l'angoisse (1944) et Le Grand Sommeil (1946).

## Biographie

### Enfance et famille
Humphrey DeForest Bogart naît à New York. Son père, le docteur Belmont DeForest Bogart, est un chirurgien expérimenté, de confession presbytérienne et de tendance républicaine. Sa mère, Maud Humphrey, est une dessinatrice pour magazines de confession épiscopalienne et de tendance conservatrice.
Il est élevé en tant qu'épiscopalien ; il est principalement d'ascendance néerlandaise (Bogart dérive du nom néerlandais Bogaert) et britannique. Il a notamment pour ancêtres le roi Édouard III et son épouse Philippa de Hainaut, ce qui fait de lui un descendant de nombreux monarques médiévaux. Il a deux sœurs cadettes, France (née en 1901) et Catherine Elizabeth (née en 1903). Il est aussi cousin au septième degré de Diana Spencer (Lady Di).[réf. souhaitée]
Issus d’un milieu aisé, les Bogart vivent dans un appartement de l’Upper West Side et possèdent un cottage au bord du lac Canandaigua, non loin du lac Ontario. Alors que Belmont Bogart se drogue à la morphine, son épouse Maud est alcoolique ; tous deux se battent continuellement. Ainsi, le jeune Bogart est-il principalement élevé par une nourrice irlandaise.[réf. souhaitée]

### Formation et débuts

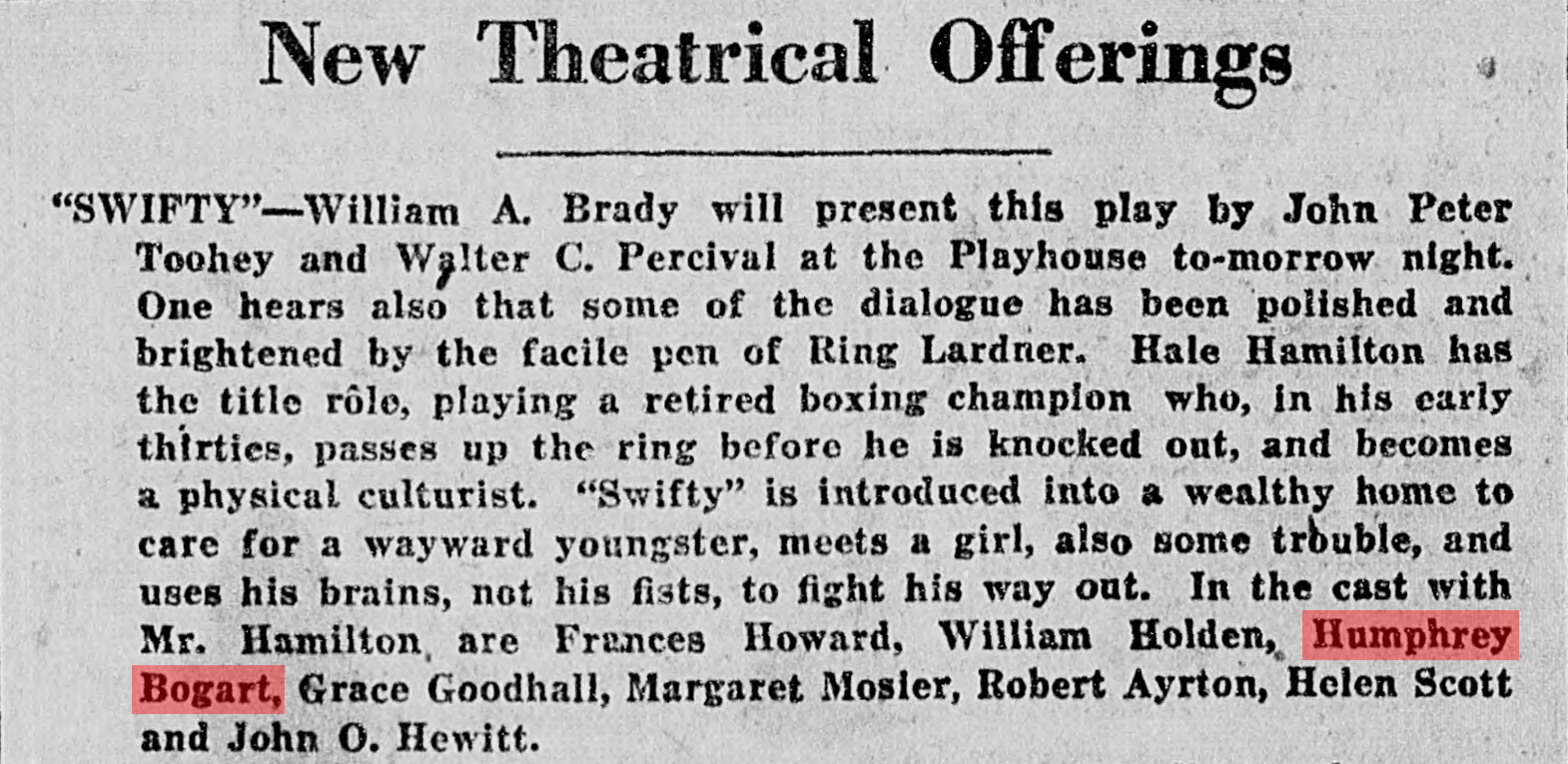
Article du New-York Tribune du 15 octobre 1922 sur la pièce de théâtre new-yorkaise Swifty avec, entre autres, Humphrey Bogart.

Humphrey Bogart fréquente d’abord la Trinity School (en) de New York, puis la Phillips Academy de Andover. Très tôt, son père l’encourage à devenir médecin. Belmont et Maud Humphrey souhaitent que leur fils entre à l'université Yale, mais il est exclu de la Phillips Academy à cause de problèmes disciplinaires, et préfère rejoindre la marine de guerre. Pendant la Première Guerre mondiale, il est blessé à la lèvre, ce qui lui laissera sa fameuse cicatrice.[réf. souhaitée]
Il commence à jouer sur une scène de Brooklyn en 1921, sans jamais avoir pris de leçon de comédie[réf. souhaitée]. À Broadway entre 1922 et 1935, il apparaît dans dix-sept pièces de théâtre ; la dernière est La Forêt pétrifiée où il interprète Duke Mantee, rôle qu’il reprendra en 1936 dans l'adaptation au cinéma sous le même titre qui le rendra célèbre.

### Carrière cinématographique
Il fait ses débuts au cinéma en 1928 dans le court métrage The Dancing Town, puis dans Broadway's Like That en 1930, et obtient un contrat avec Fox Film Corporation. Il joue des rôles secondaires dans une dizaine de films entre 1930 et 1934 sans réel succès, et retourne pour un moment sur les planches de Broadway. Il obtient son premier rôle important dans La Forêt pétrifiée d'Archie Mayo en 1936, qui va lancer sa carrière.

### Maladie et décès

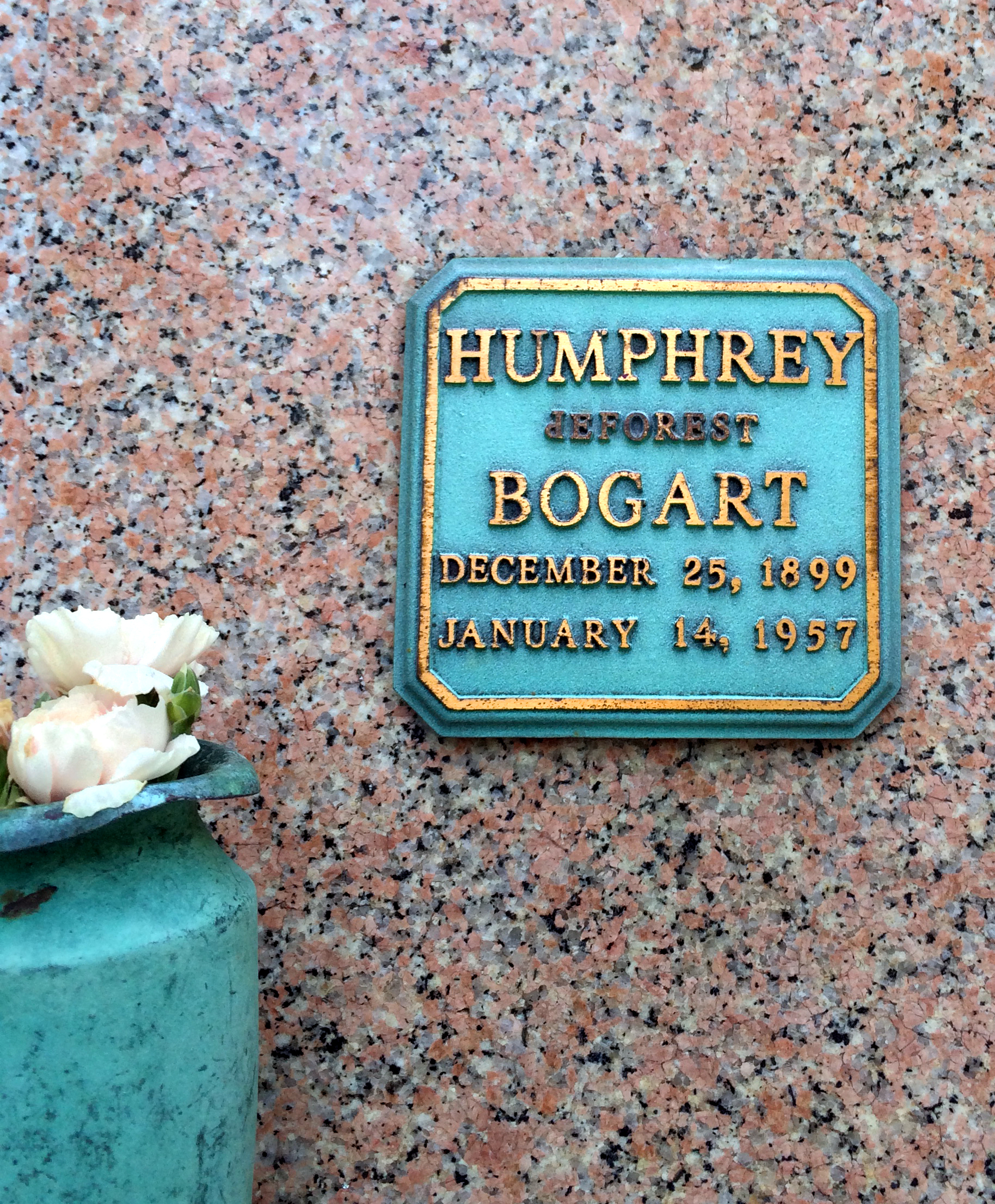
Niche de la dépouille de Humphrey Bogart, au Forest Lawn Memorial Park de Glendale (Californie).

Humphrey Bogart tombe malade au milieu des années 1950. Atteint d’un cancer de l’œsophage, il refuse de consulter un médecin avant janvier 1956, mais il est déjà trop tard. Il meurt le 14 janvier 1957 à Hollywood, à l'âge de 57 ans. Ses funérailles ont lieu à la All Saints Episcopal Church. Il est enterré au Forest Lawn Memorial Park, à Glendale.
Sur sa tombe est écrite une allusion à une phrase célèbre de son premier film avec Lauren Bacall dans laquelle celle-ci disait : « Vous savez siffler, n'est-ce pas, Steve ? Si vous voulez quelque chose, sifflez simplement (If you want anything, just whistle) ». Son ami John Huston prononça son éloge funèbre en ces termes : « Il avait reçu le plus beau de tous les dons, le talent. Le monde entier l'a reconnu, la vie lui a donné tout ce dont il rêvait et même plus ; nous ne devons pas être désolés pour lui mais plutôt pour nous qui l'avons perdu. Il est irremplaçable. Il n'y aura jamais personne comme lui... ».

### Vie privée

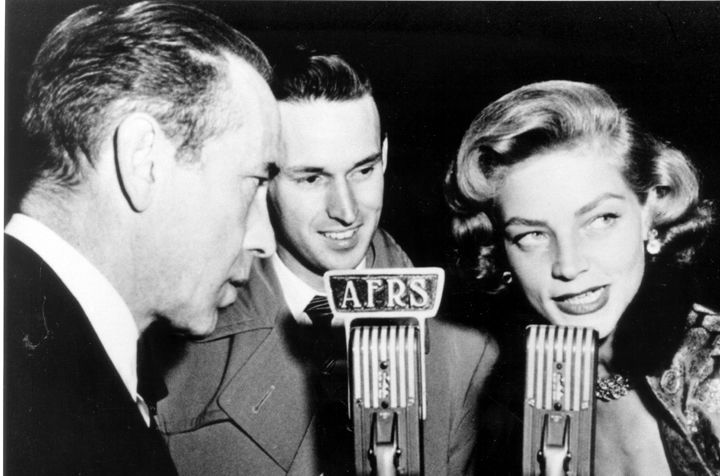
Humphrey Bogart et Lauren Bacall interviewés par Jack Brown durant la Seconde Guerre mondiale.

Le 20 mai 1926, Humphrey Bogart épouse Helen Menken à New York et en divorce le 18 novembre 1927. Il épouse en secondes noces Mary Philips le 3 avril 1928 à Hartford mais ils divorcent le 21 juin 1937. Puis, il se marie avec Mayo Methot le 21 août 1938 à Los Angeles et en divorce le 10 mai 1945.

Enfin, il épouse l'actrice Lauren Bacall le 21 mai 1945 à Cleveland. Ce fut son unique mariage heureux. Ils sont restés mariés jusqu'au décès de Bogart, et ont eu deux enfants : Stephen Humphrey Bogart (né le 6 janvier 1949), devenu écrivain — auteur notamment d'un livre sur son père — et Leslie Howard Bogart (née le 23 août 1952), devenue infirmière. 

### Engagements
Pendant la Seconde Guerre mondiale, Humphrey Bogart participe en 1942, avec d’autres stars du cinéma, à la Hollywood Victory Caravan (en), une tournée en train de deux semaines à travers les États-Unis destinée à récolter des fonds pour le soutien à l'effort de guerre.
Pour faire face au Comité des activités antiaméricaines, il est membre du Comité pour le premier amendement (donc en faveur de la liberté d'expression), co-fondé par Philip Dunne, Myrna Loy, John Huston et William Wyler.

## Filmographie

### Années 1930

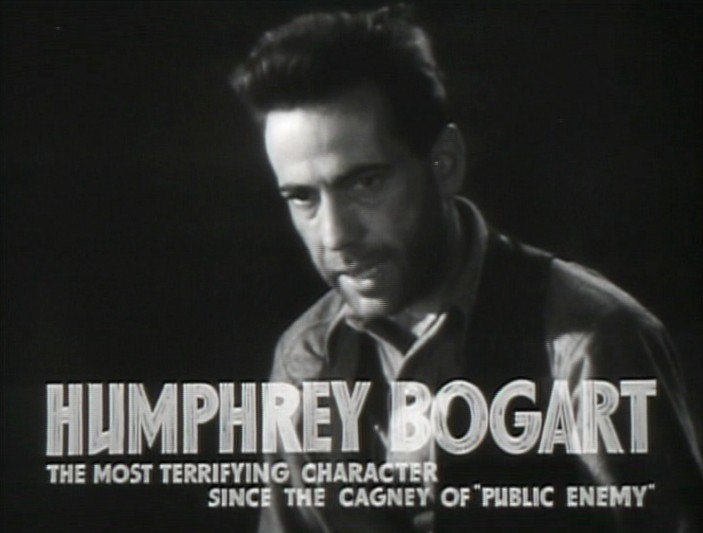
Dans La Forêt pétrifiée (1936).

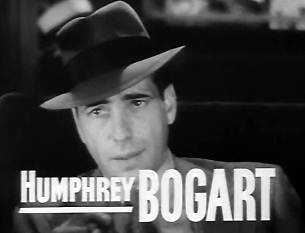
Dans Invisible Stripes (1939).

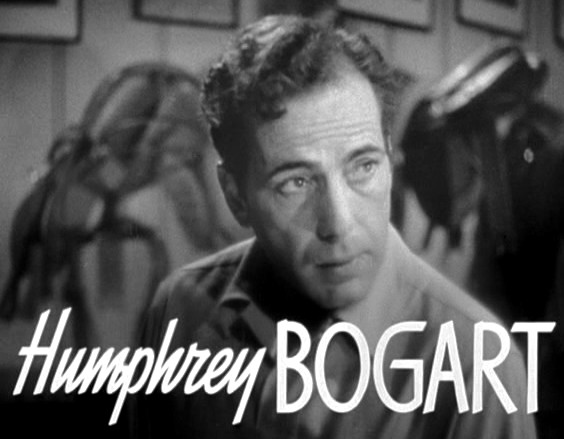
Dans Victoire sur la nuit (1939).

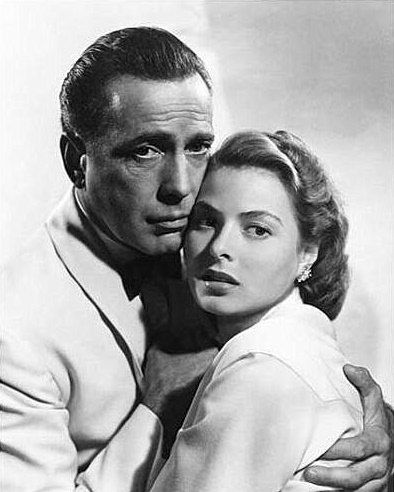
Avec Ingrid Bergman dans Casablanca (1942).

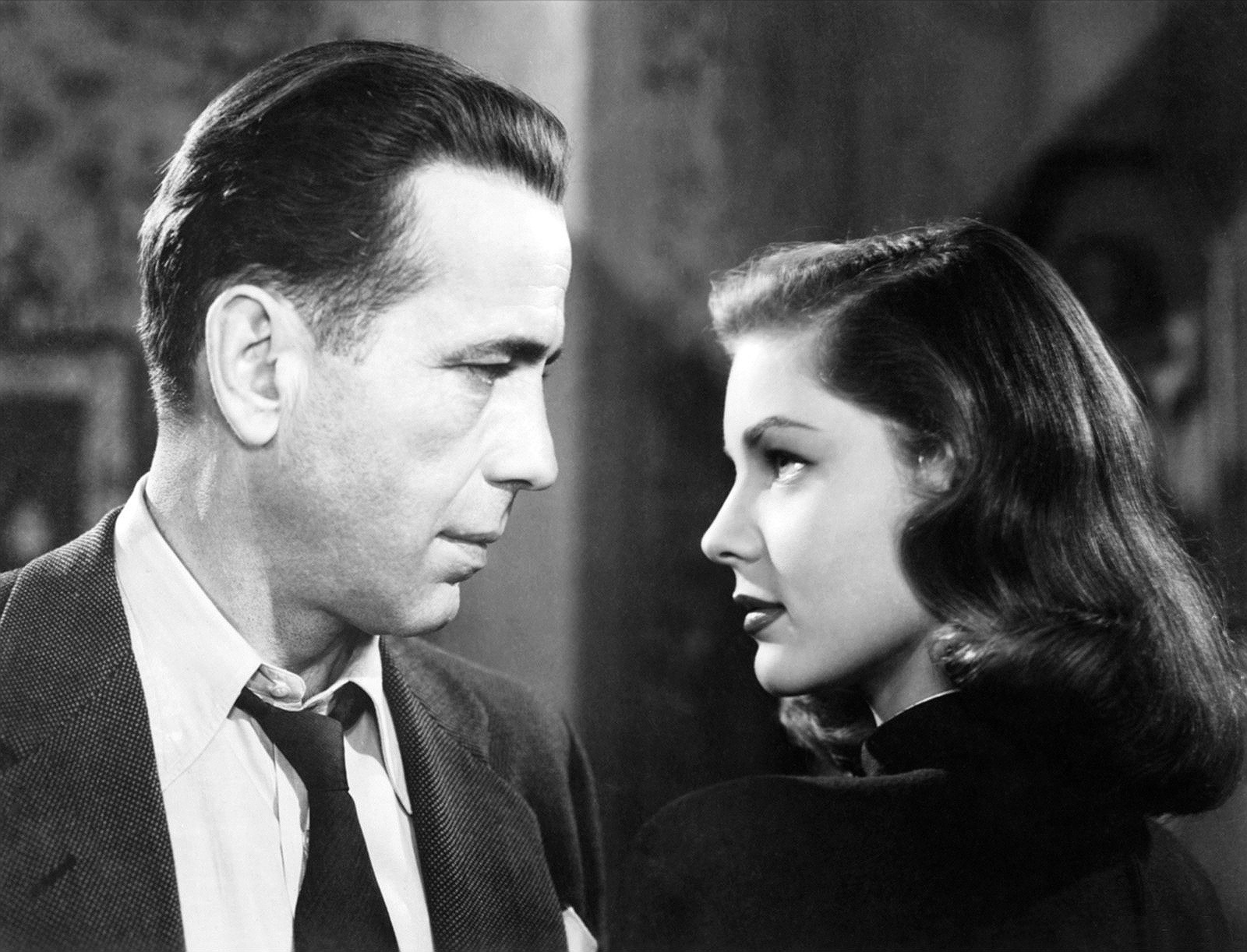
Avec Lauren Bacall dans Le Grand Sommeil (1946).

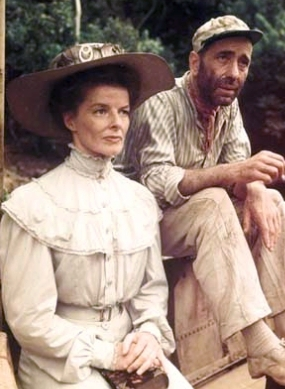
Avec Katharine Hepburn dans L'Odyssée de l'African Queen (1951).

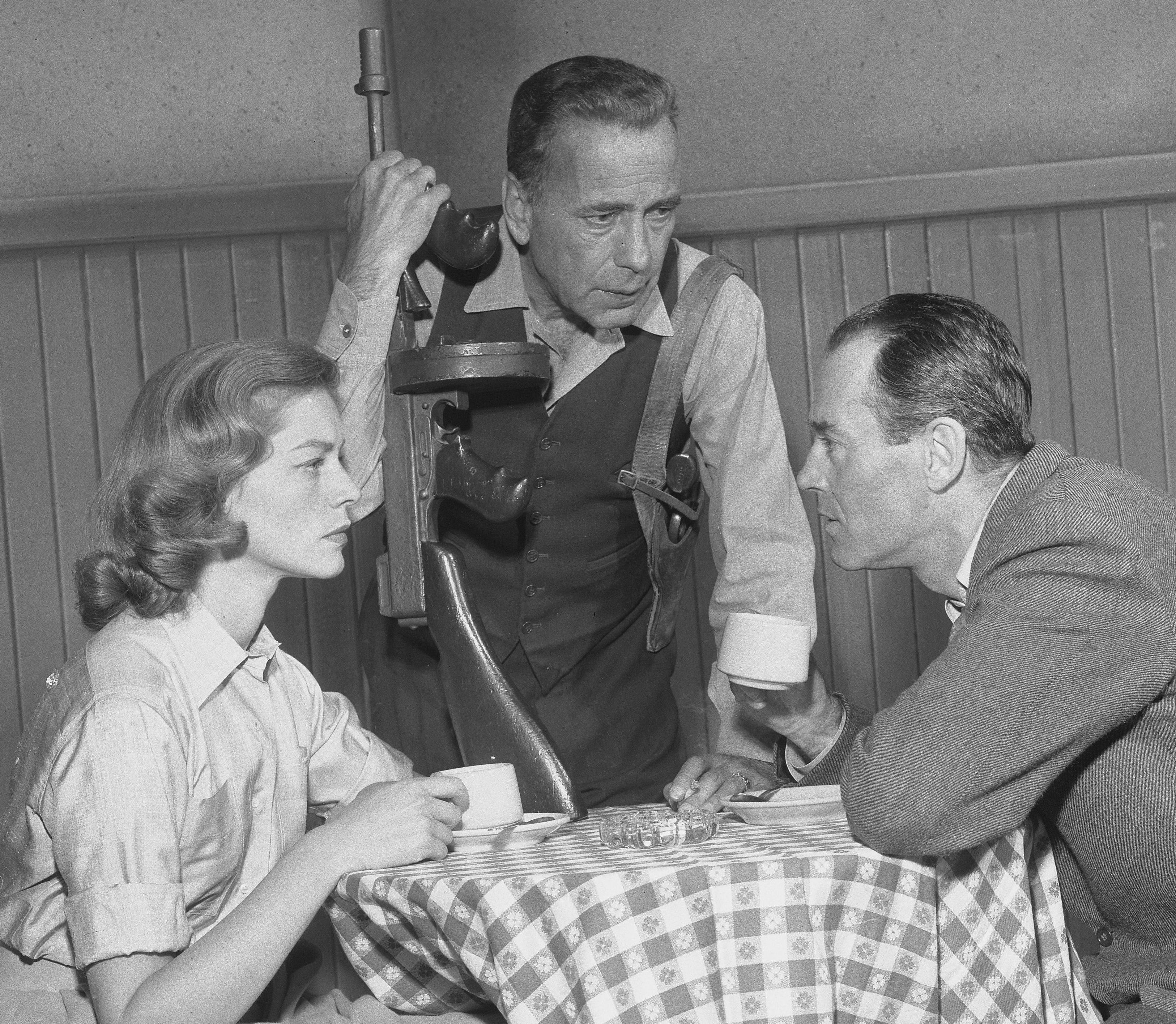
Avec Lauren Bacall et Henry Fonda dans la version télévisée de La Forêt pétrifiée (The Petrified Forest, 1955).

- 1930 : Broadway's Like That (court métrage musical)
- 1930 : Up the River de John Ford : Steve Jordan
- 1930 : A Devil with Women d'Irving Cummings : Tom Standish
- 1931 : Body and Soul d'Alfred Santell : Jim Watson
- 1931 : The Bad Sister d'Hobart Henley : Valentine Corliss
- 1931 : A Holy Terror d'Irving Cummings : Steve Nash
- 1932 : Love Affair de Thornton Freeland : Jim Leonard
- 1932 : Une allumette pour trois (Three on a March) de Mervyn LeRoy : Harve
- 1934 : Midnight de Chester Erskine : Gar Boni
- 1936 : La Forêt pétrifiée (The Petrified Forest) d'Archie Mayo : Duke Mantee
- 1936 : Guerre au crime (Bullets or Ballots) de William Keighley : « Bugs » Fenner
- 1936 : Two Against the World de William C. McGann : Sherry Scott
- 1936 : Courrier de Chine (China Clipper) de Ray Enright : Hap Stuart
- 1936 : L'Île de la furie (Isle of Fury) de Frank McDonald : Valentine « Val » Stevens
- 1937 : La Légion noire (Black Legion) d'Archie Mayo : Frank Taylor
- 1937 : Septième District (The Great O'Malley) de William Dieterle : John Phillips
- 1937 : Femmes marquées (Marked Woman) (de Lloyd Bacon : David Graham
- 1937 : Le Dernier round (Kid Galahad) de Michael Curtiz : Turkey Morgan
- 1937 : La Révolte (San Quentin) de Lloyd Bacon : Joe « Red » Kennedy
- 1937 : Rue sans issue (Dead End) de William Wyler : « Baby Face » Martin
- 1937 : Monsieur Dood part pour Hollywood (Stand-In) de Tay Garnett : Doug Quintain
- 1938 : Swing Your Lady de Ray Enright : Ed Hatch
- 1938 : L'École du crime (Crime School) de Lewis Seiler : Mark Braden
- 1938 : Les hommes sont si bêtes (Men Are Such Fools) de Busby Berkeley : Harry Galleon
- 1938 : Menaces sur la ville (Racket Busters) de Lloyd Bacon : Pete « Czar » Martin
- 1938 : Le Mystérieux Docteur Clitterhouse d'Anatole Litvak : « Rocks » Valentine
- 1938 : Les Anges aux figures sales (Angels with Dirty Faces) de Michael Curtiz : James Frazier
- 1939 : Hommes sans loi (King of the Underworld) de Lewis Seiler : Joe Gurney
- 1939 : Terreur à l'ouest (The Oklahoma Kid) de Lloyd Bacon : Whip McCord
- 1939 : Le Châtiment (You Can't Get Away with Murder) de Lewis Seiler : Frank Wilson
- 1939 : Victoire sur la nuit (Dark Victory) d'Edmund Goulding : Michael O'Leary
- 1939 : Les Fantastiques Années 20 (The Roaring Twenties) de Raoul Walsh : George Hally
- 1939 : Le Retour du docteur X (The Return of Doctor X) de Vincent Sherman : le docteur Maurice Xavier, alias Marshall Quesne
- 1939 : En surveillance spéciale (Invisible Stripes de Lloyd Bacon : Chuck Martin

### Années 1940
- 1940 : La Caravane héroïque (Virginia City) de Michael Curtiz : John Murrell
- 1940 : Rendez-vous à minuit (It All Came True) (It All Came True) de Lewis Seiler : Grasselli / Chips Maguire
- 1940 : L'Étrange Aventure (Brother Orchid) de Lloyd Bacon : Jack Buck
- 1940 : Une femme dangereuse (They Drive by Night) de Raoul Walsh : Paul Fabrini
- 1941 : La Grande Évasion (High Sierra) de Raoul Walsh : Roy Earle
- 1941 : L'Amour et la Bête (The Wagons Roll at Night) de Ray Enright : Nick Coster
- 1941 : Le Faucon maltais (The Maltese Falcon) de John Huston : Samuel Spade
- 1941 : Échec à la Gestapo (All Through the Night) de Vincent Sherman : Gloves Donahue
- 1942 : Le Caïd (The Big Shot) de Lewis Seiler : Joseph « Duke » Berne
- 1942 : Griffes jaunes (Across the Pacific) de John Huston : Rick Leland
- 1942 : Casablanca de Michael Curtiz : Rick Blaine
- 1943 : Convoi vers la Russie (Action in the North Atlantic) de Lloyd Bacon : lieutenant Joe Rossi
- 1943 : Sahara de Zoltan Korda : sergent Joe Gunn
- 1943 : Remerciez votre bonne étoile (Thank Your Lucky Star) de David Butler : lui-même
- 1944 : Passage pour Marseille (Passage to Marseille) de Michael Curtiz : Jean Matrac
- 1944 : Le Port de l'angoisse (To Have and Have Not) d'Howard Hawks : Harry "Steve" Morgan
- 1945 : La mort n'était pas au rendez-vous (Conflict) de Curtis Bernhardt : Richard Mason
- 1946 : Le Grand Sommeil (The Big Sleep) de Howard Hawks : Philip Marlowe
- 1947 : En marge de l'enquête (Dead Reckoning) de John Cromwell

capitaine Warren "Rip' Murdock
- 1947 : La Seconde Madame Carroll (The Two Mrs. Carrolls) de Peter Godfrey : Geoffrey Carroll
- 1947 : Les Passagers de la nuit (Dark Passage) de Delmer Daves : Vincent Parry alias Alan Lynell
- 1948 : Le Trésor de la Sierra Madre (The Treasure of the Sierra Madre) de John Huston : Fred C. Dobbs
- 1948 : Key Largo de John Huston : Frank McCloud
- 1949 : Les Ruelles du malheur (Knock on Any Door) de Nicholas Ray : Andrew Morton
- 1949 : Tokyo Joe de Stuart Heisler : Joe Barrett

### Années 1950
- 1950 : Pilote du diable (Chain Lightning) de Stuart Heisler : Matt Brennan
- 1950 : Le Violent (In a Lonely Place) de Nicholas Ray : Dixon Steele
- 1951 : La Femme à abattre (The Enforcer) de Bretaigne Windust : Martin Ferguson
- 1951 : Sirocco de Curtis Bernhardt : Harry Smith
- 1951 : L'Odyssée de l'African Queen (The African Queen) de John Huston : Charlie Allnut
- 1952 : Bas les masques (Deadline - U.S.A.) de Richard Brooks : Ed Hutcheson
- 1953 : Le Cirque infernal (Battle Circus) de Richard Brooks : Jed Webbe
- 1953 : Plus fort que le diable (Beat the Devil) de John Huston : Billy Dannreuther
- 1954 : Ouragan sur le Caine (The Caine Mutiny) d'Edward Dmytryk : Francis Philip Queeg
- 1954 : Sabrina de Billy Wilder : Linus Larrabee
- 1954 : La Comtesse aux pieds nus (The Barefoot Contessa) de Joseph L. Mankiewicz : Harry Dawes
- 1955 : La Cuisine des anges (We're Not Angels) de Michael Curtiz : Joseph
- 1955 : La Main gauche du Seigneur (The Left Hand of God) d'Edward Dmytryk : James Carmody, alias Père Peter John O'Shea
- 1955 : La Maison des otages (The Desperate Hours) de William Wyler : Glenn Griffin
- 1956 : Plus dure sera la chute (They Harder They Fall) de Mark Robson : Eddie Willis

## Théâtre
Note : sauf précisions, toutes les pièces ont été jouées à Broadway.
- 1922 : Drifting de John Colton (en) et D. H. Andrews, mise en scène de John Cromwell, avec Alice Brady, Lumsden Hare et Robert Warwick
- 1922 : Swifty de John Peter Toohey et Walter C. Percival
- 1923-1924 : Meet the Wife (en) de Lynn Starling, avec Mary Boland et Clifton Webb
- 1924 : Nerves de John Farrar et Stephen Vincent Benét, avec Walter Baldwin, Paul Kelly et Mary Philips
- 1925 : Hell's Bells (en) de Barry Conners, avec Shirley Booth
- 1925-1926 : Cradle Snatchers de Norma Mitchell et Russell Medcraft, avec Mary Boland, Raymond Guion et Edna May Oliver
- 1927 : Baby Mine (en) de Margaret Mayo, avec Roscoe « Fatty » Arbuckle et Lee Patrick
- 1927-1928 : Saturday's Children de Maxwell Anderson, avec Beulah Bondi et Ruth Gordon
- 1929 : Skyrocket de Mark Reed, avec Howard Freeman, Mary Philips et Ian Wolfe
- 1929-1930 : It's a Wise Child de Laurence E. Johnson, mise en scène et production de David Belasco, avec Porter Hall, Sidney Toler et Minor Watson
- 1931 : After All de John Van Druten, avec Helen Haye et Walter Kingsford
- 1932 : I loved you Wednesday de Molly Ricardel et William Du Bois, avec Henry Fonda, Rose Hobart et Henry O'Neill
- 1932 : Chrysalis de Rose Albert Porter, avec Elisha Cook Jr., Thurston Hall, Elia Kazan et Margaret Sullavan
- 1933 : Our Wife de Lyon Mearson et Lillian Day, avec Rose Hobart et June Walker
- 1933 : The Mask and the Face de William Somerset Maugham, avec Leo G. Carroll et Ernest Cossart
- 1934 : Invitation to a Murder de Rufus King, avec Walter Abel et Gale Sondergaard
- 1935 : La Forêt pétrifiée (The Petrified Forest) de Robert Emmet Sherwood, avec John Alexander et Leslie Howard

## Distinctions

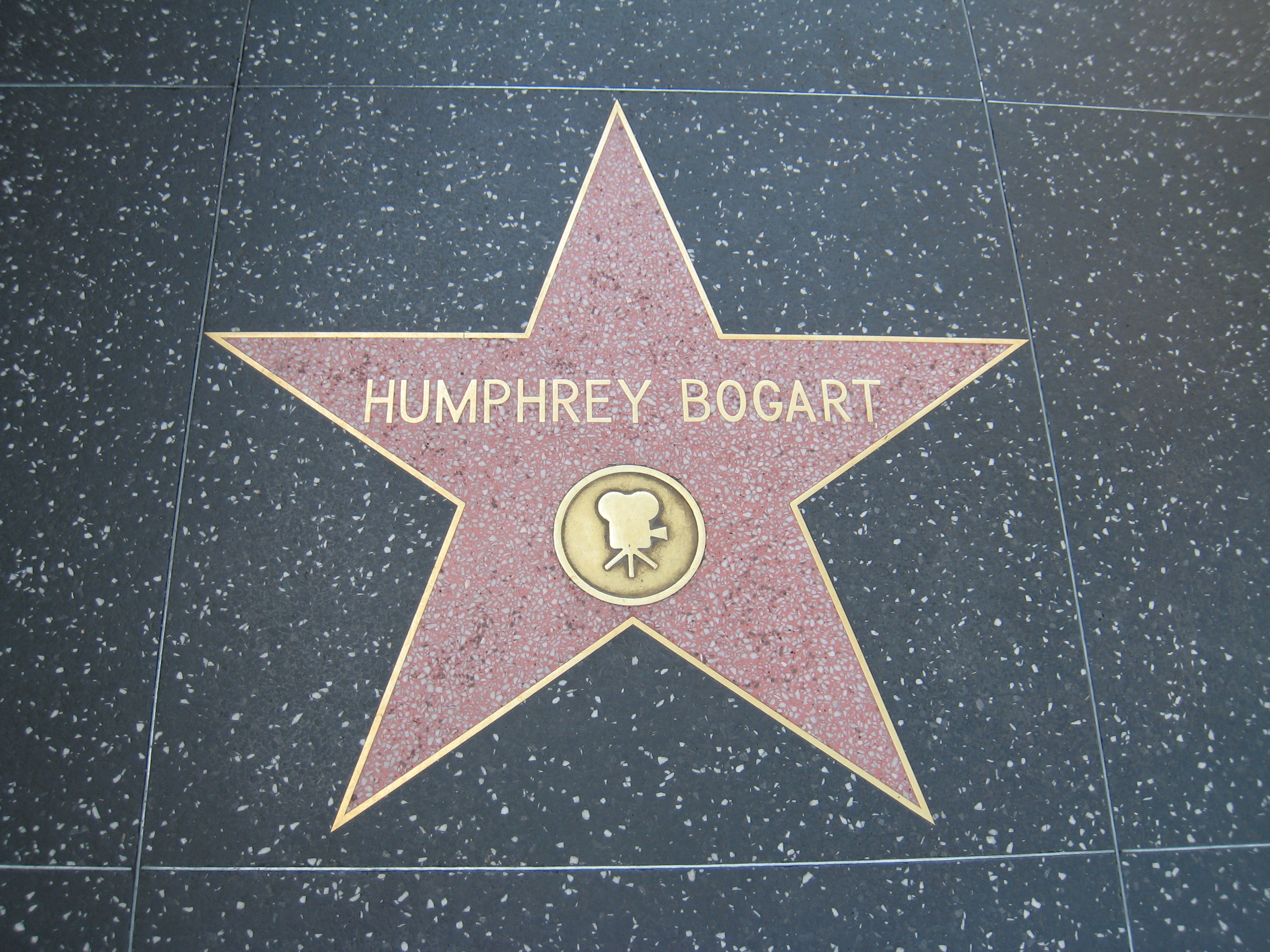
L'étoile d'Humphrey Bogart sur le Hollywood Walk of Fame, au 6322 Hollywood Boulevard.

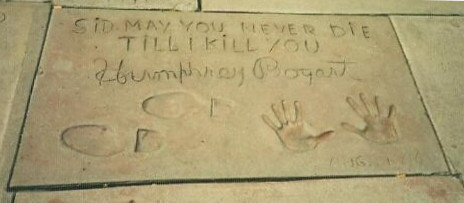
Empreintes d'Humphrey Bogart sur le parvis du Grauman's Chinese Theatre à Hollywood.

### Récompenses
- Oscars 1952 : Oscar du meilleur acteur pour L'Odyssée de l'African Queen.

### Nominations
- Oscars 1944 : nomination à l'Oscar du meilleur acteur pour Casablanca
- BAFA 1953 : nomination au BAFTA du meilleur acteur étranger pour L'Odyssée de l'African Queen.
- Oscars 1955 : nomination à l'Oscar du meilleur acteur pour Ouragan sur le Caine.

### Hommages
- 1999 : 1er du classement AFI's 100 Years... 100 Stars de l’American Film Institute comme la « plus grande star masculine de tous les temps ».
- L'acteur possède une étoile sur le Hollywood Walk of Fame (le « trottoir des célébrités »), au 6322 Hollywood Boulevard[20].

## Influence

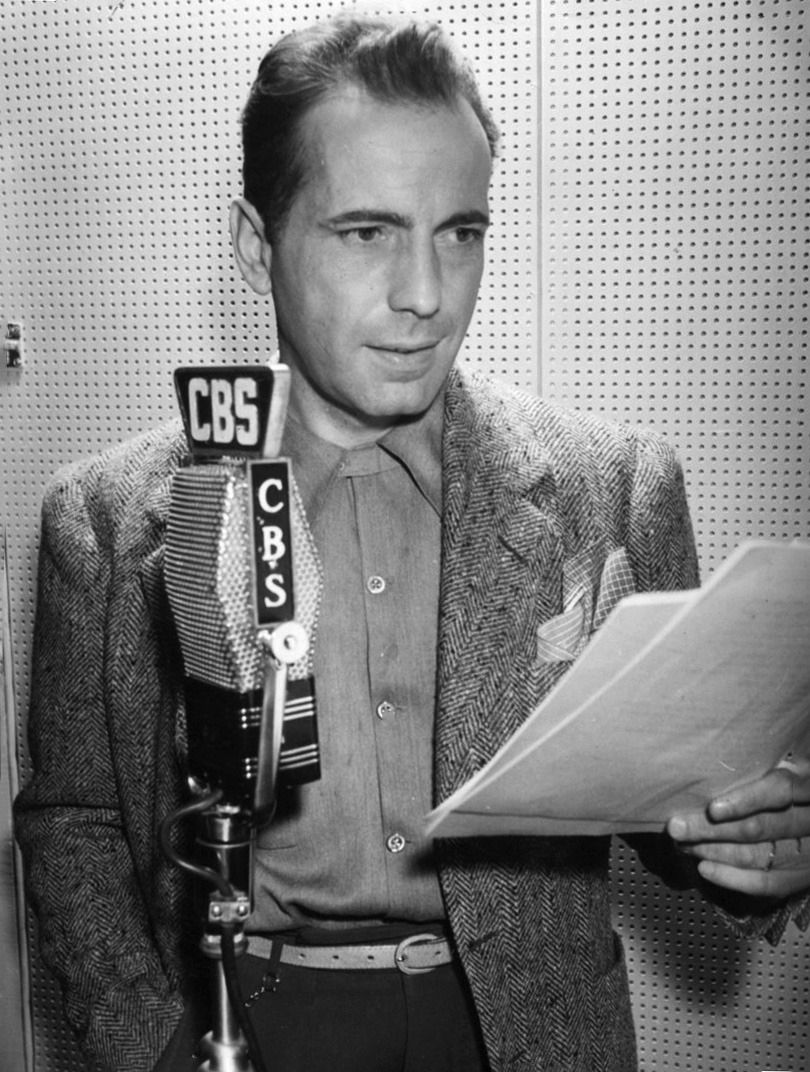
Humphrey Bogart en 1945.

Même en dehors des États-Unis, Humphrey Bogart est devenu un acteur culte.[réf. souhaitée]

### Cinéma
- L'acteur français Jean-Paul Belmondo a été profondément influencé par son image. Dans le film À bout de souffle (1960), peut-être le plus connu de Jean-Luc Godard, le protagoniste Michel adore Humphrey Bogart et le mime dans ses gestes les plus connus, d'une manière à la fois absurde et touchante.
- L'acteur indien Ashok Kumar a cité Bogart comme celui qui a eu la plus grande influence sur son jeu d'acteur.
- L'acteur britannique Michael Caine dit avoir choisi son pseudonyme après avoir vu la performance d'acteur de Bogart dans le film Ouragan sur le Caine.
- L'imitateur Robert Sacchi (en), connu pour sa grande ressemblance physique avec Bogart, incarna Sam Marlowe, un détective privé fan de Bogart lors de plusieurs films comiques dans les années 1970, rendant hommage à la légende.
- Le film Tirez sur le pianiste (1960) de François Truffaut rend un hommage à Bogart.
- Dans le film Tombe les filles et tais-toi (1972) de Woody Allen, le personnage principal voue un véritable culte à l'acteur (qui apparaît sous les traits de Jerry Lacy (en))[21].

### Bande dessinée
- Dans la bande dessinée Bogey (1984) de Claude-Jean Philippe (scénario) et Patrick Lesueur (dessins), publiée chez Dargaud[22].

### Musique
- Le groupe de musique alternative Odezenne a cité Bogart dans l'une de ses chansons la plus connue : Chewing-Gum.Y'a comme un air de rhythm and blues au fond de ses yeux  Elle détourne son regard vexé de tous les beaux gars  Elle se dit qu'un jour viendra un sourire de star  Un qui aura le Stetson, la gueule d'Humphrey Bogart

## Voix françaises
| - Claude Péran (*1913 - 1963) dans : - La Légion noire - Rue sans issue (1er doublage) - L'École du crime - La Caravane héroïque - Échec à la Gestapo - La Grande Évasion - Casablanca (1er doublage) - Passage pour Marseille - Le Grand Sommeil - Les Passagers de la nuit - Le Trésor de la Sierra Madre - Key Largo - La Femme à abattre - Sabrina - La Maison des otages - La Main gauche du Seigneur - La Cuisine des anges - Plus dure sera la chute | - Raymond Loyer (*1916 - 2004) dans : - Sahara - En marge de l'enquête - Tokyo Joe - Les Ruelles du malheur - Le Violent - Jacques Thébault (*1924 - 2015) dans : - Rue sans issue (2e doublage) - Casablanca (2e doublage) - Tombe les filles et tais-toi (extrait de Casablanca) - Maurice Lagrenée (*1893 - 1955) dans : - L'Odyssée de l'African Queen - Bas les masques - Plus fort que le diable - Jean Martinelli (*1909 - 1983) dans : - Ouragan sur le Caine - La Comtesse aux pieds nus et aussi : - Maurice Dorléac (*1901 - 1979) dans Les Anges aux figures sales - Marc Valbel (*1907 - 1960) dans La Mort n'était pas au rendez-vous - Marc de Georgi (*1931 - 2003) dans Les cadavres ne portent pas de costard (images d'archives) |